# Степная гипотеза
Степная гипотеза — одна из гипотез о происхождении индоевропейцев.

## История развития гипотезы
Наряду с другими гипотезами, Степная гипотеза вырастала в противостоянии с гипотезой нордического происхождения индоевропейцев. Данное направление разрабатывалось лингвистом Г. Гиртом и археологом Г. Коссина. При этом даже непосредственный ученик Коссина — Эрнст Валле, не поддержал в итоге Нордическую теорию и выступил против неё. Также гипотезу поддерживал Гордон Чайлд — выводя Индоевропейцев как степную культуру. После Второй мировой войны Мария Гимбустас, обучавшаяся в тот момент в Гейдельберге, выдвинула свою Курганную гипотезу, сведя в неё ряд степных культур.
На современном этапе развития Степная гипотеза получила поддержку ряда генетических исследований и, несмотря на свой возраст, всё ещё остаётся весомой в научном мире. Из лингвистов гипотезу поддерживали и развивали — А. Шлейхер, О. Шрадер, Т. Бенфей, В. Бранденштейн. Археологи — Э. Вале, Г. Чайлд, Т. Сулимирский, М. Гимбутас, В. Н. Даниленко, Д. Я. Телегин. Из ныне живущих — Дж. Мэллори, Д. Энтони, Кр. Кристиансен, В. А. Дергачев. Лингвисты опирались на реконструкцию праиндоевропейского языка — терминлогию земледелия и скотоводства, коневодства, военного дела, транспорта. Археологи связывают индоевропейцев с Понтийскими и Прикаспийскими степями.
Степная гипотеза в современном виде указывает на то, что Курганная гипотеза содержит ряд неточностей и излишних обобщений. Так, в ней отстаивался принцип слияния культур. В Степной гипотезе Дж. Мэллори указал Ямную культуру как предка для восточной части индоевропейцев — индоиранцев, греков и армян. Остальные народы были отнесены по происхождению к другим степным народам, в период энеолита. Кристиан Кристиансен вывел новый взгляд — Ямная культура принесла в Европу способ погребения, известный как Курганный, с разделением обрядов на мужской и женский. По его мнению, социальные сдвиги, когда культура переходила от земледелия к пастушескому скотоводству, должны были сказаться и на идеологии, и на языке. Причиной столь резких изменений в образе жизни Ямной культуры он считает аридизацию климата. Основные положения гипотезы. Вместе с тем Кристиансен в интервью «Der Spiegel» в мае 2018 года заявил, что у Ямной культуры мог быть предшественник на Кавказе, где зародился прото-прото-индоевропейский язык.

## Основные положения гипотезы

#### 1
Ямная культура не является монолитной и единой. Н. Я. Мерперт выделил в ней 9 локальных вариантов. Л. Клейн предлагал так же отделять Бурджакскую культуру от Ямной. Это связано с явным разделением Ямной культуры на Западное крыло и Восточное крыло — разница заключается в способах погребения и керамике. Вторжение в Европу шло со стороны Западного крыла Ямной культуры — Бурджакской культуры. Большинство лингвистов, сравнивая генетические исследования, в том числе и по гаплогруппам, указывают что индоевропейские языки сформировались в Анатолии.
Язык первых земледельцев, пришедших в Европу не был индоевропейским. Языки индоевропейцев в Европу были привнесены людьми из Ямной культуры.

#### 2
Дэвид Энтони (David W. Anthony) — Перемещения людей из Черноморских и Прикаспийских степей, совпадают с распространением индоевропейских языков. Культура шнуровой керамики значительно отличалась от Ямной культуры. Но генетически они схожи. Значит имело место одновременно ассимиляция и смена культуры на новую.
Дэвид Райх (David Reich) — Современные Европейцы генетически сложились из трёх популяций.
1. Западноевропейские охотники-собиратели, возникшие из европейских верхнепалеолитических популяций
2. Древние жители Северной Евразии, родственные жителям Сибири, времён верхнего палеолита, носители генетической линии ANE.
3. Ранние европейские земледельцы ближневосточного происхождения.
У земледельцев с Ближнего Востока, во время прибытия в Европу, отсутствовала линия ANE — маркер для жителей Северной Евразии. В результате анализов генетического материала между 8000 — 5000 лет назад, было выявлено, что популяции на Западе и на Востоке Европы возникли в результате противоположных перемещений людей. В начале неолита в Европе — 8000 — 7000 тысяч лет назад, ранние земледельцы пришли в Германию, Венгрию и Испанию. Они были отличны по генетике от местных, малочисленных охотников собирателей, уровня мезолита.
В этот же период территория России была населена охотниками собирателями, по генетике близких к людям, которых нашли на Мальта (стоянке) — Ядерный геном MA-1 совпадает с ДНК индейцев на 26 %, с ДНК европейцев на 34 % (причем, больше всего похож на ДНК восточно-европейцев), с южно-азиатскими — на 37 %, с океанийскими — на 4 %, последние два числа объясняются древним распространением человека с территории Южной Азии. Судя по аутосомным данным мальчик из Мальты был темнокожим, темноглазым и темноволосым.
В период между 6000 — 5000 лет назад, в Европе усилилось генетическое присутствие ветви охотников собирателей. В России генофонд Ямной культуры, которая была скотоводческой, сформировался из смешения местных охотников собирателей (с геномом схожим с Мальта (стоянка)) и ближневосточных племён. Уже сформированные каждая по своему, популяции Запада и Востока Европы, начали контактировать 4500 лет назад. В итоге Культура Шнуровой керамики периода позднего палеолита, несёт 75 % генов от Ямной культуры. Это подтверждает массовое переселение людей Ямной культуры в Центральную Европу из Восточных окраин Европы. На данном этапе, гены от этой миграционной волны составляют 50 % генофонда жителей Северной Европы. Данные результаты подтверждают, что как минимум часть индоеврпейских языков имеют Степное происхождение.

#### 3
Мортен Аллентофт (Morten E. Allentoft). — Бронзовый век в Евразии, между 3000 — 1000 годами до нашей эры, был периодом высокой подвижности племён и народов и в этот период был сформирована современная генетическая структура Азии и Европы. Результаты исследований геномов, миграций, соотносятся с распространением индоевропейских языков. Так же доказано — в этот период у европейцев уже была светлая кожа, современного типа.
Изначально исследования предполагали, что когда зародилось скотоводство, усвояемость лактозы вышла на нынешний уровень в Европе, доходящий до 60 — 80 процентов от всех жителей. Ямная культура в бронзовом веке, была носителем примерно 10 — 20 % людей, усваивавших лактозу, а значит резкий скачок в способности переваривать лактозу произошёл уже после миграции людей из Ямной культуры и значительно позже периода, когда европейцы начали пить молоко

#### 4
Пауль Хеггарти (Paul Heggarty). — Если принимать во внимание данные о генетической картине Европы и Азии, то следует учитывать проблему формирования всех индоевропейских языков в Европе. При таком ракурсе, время распространения индоевропейских языков в Европе отходит ко времени первой миграции, в период неолита, принесшей земледелие в Европу и значит относящейся к людям, приходившим с Ближнего Востока.

#### 5
Олег Балановский, ИОГЕн РАН — Исследования популяций, носителей индоеврпоейских языков и пары их географических соседей, носителей языков иной группы, показало — из 100 000 исследованных маркеров, практически не обнаруживаются такие, которые бы имели место в индоевропейских популяциях и не имели бы место в не индоевропейских популяциях. Это говорит о том, что генетический компонент протоиндоевропейцев полностью растворён в других народах, когда индоевропейцы мигрировали и ассимилировали эти народы.
Это так же увязывается с теорией, что индоевропейцы зачастую передавали свой язык, путём перемещения элит, а не больших масс населения. Элита из индоевропейцев занимала главенствующее положение — население не индоевропейское по генетике, заимствовало язык элиты и немного генетики — затем, в течение двух — трёх поколений, язык сохранялся и развивался, а генетический компонент индоевропейцев, из за малого числа носителей, растворялся в народности. примером этого может служить малое распространение славянского генофонда в Балтике, при сильном распространении славянских языков.

#### 6
По последним генетическим исследованиям[каким?] складывается следующая картина.
1 — Ямная культура была наиболее подвижной и распространённой в Евразии, в период Бронзового века. В 3-м тысячелетии до нашей эры, Ямная культура замещает в Восточной Европе ареал культур Неолитических земледельцев, не индоевропейского происхождения. На этой основе к 2800 году до нашей эры, возникает Культура Шнуровой керамики или Культура боевых топоров. Она замещает ареал остававшихся ещё неолитических земледельцев. Генетические данные указывают — Европейские культуры позднего неолита и бронзового века — культура Шнуровой керамики, культура Колоколовидных кубков, Унетицкая и Скандинавская — генетически близки друг к другу. При этом у всех есть сходство с Ямной культурой.
Культура Шнуровой керамики обнаруживает сходство с Синташтинской культурой. Имеется генетический вклад от земледельцев неолита, при этом данные гены не представлены в ранней Ямной культуре, до её миграции в Европу. Значит Синташтинская культура могла возникнуть не в Азии, а в Европейском кластере.
Андроновская культура, генетически близка к Синташтинской и в меньшей степени к Ямной и афанасьевской, что говорит о том, что она является продолжением Синташтинской культуры.
Миграция Ямной шла так же на Восток и дошла до Алтая и Минусинского бассейна, где была образована Афанасьевская культура — рядом особенностей схожая с Ямной. При этом генетически она неотличима от Ямной культуры. Отсюда сходство в генетике между Скандинавией и Алтаем. Затем Афанасьевская культура могла продвинуться на юг, дальше в Центральную Азию и породить в бассейне реки Тарим — Тохарский язык и связанную с ним этническую составляющую — Тохарцев, которая является носителем одного из старейших индоевропейских языков.
Генетически Ямная культура представлена, если брать пример образцов из находок под Самарой. С мужской стороны — носители R1b.
Женская часть, по мере убывания в геноме:
- H7 — Европа и Западная Азия.
- T1 и Т2 — Восточная Африка и Южная Азия.
- U5 — Европа, K2 — ныне встречается только в Южной Азии, обнаружена у Таримских мумий.
- W1 — Европа, Западная и Южная Азия.
- N1a — на данный момент почти растворилась в других группах. Ранее, в период неолита, была представлена в Культуре Линейно Ленточной керамики.
- J1 — Аравийский Полуостров, Левант, Ближний Восток в целом, Северная Африка.
- U2 и U4 — Европа, Ближний Восток. U4 обнаружена у представителей катакомбной культуры, культуры Веретье, днепро-донецкой культуры и у представителя ямной культуры. Субклада U4a2 или U4d обнаружена у представителя хвалынской культуры, жившего 6700 лет назад.
- I1 — Скандинавия и Северо — Западная Европа.

Данный генетический факт говорит о том, что мужчины Ямной культуры брали в жёны женщин из разных племён и народов, начиная с древних времён.
- Пространственное распределение гаплогрупп H*, H1, H2a, H3, H4, H5a, H6a, H7, H8 и H11
- Гаплогруппа T - распространение.
- Распространение гаплогруппы W.
- Распространение J1.
- Распространение гаплогруппы I1.

#### 7
В 2018 году была опубликована статья в журнале Nature Communications  на тему найденной палочки чумы, которая имеет характерные признаки, делающие её самой древней чумой, способной распространяться через блох от человека к человеку. В Ставропольском крае ранее находили древнейшие образцы чумы, датируемые ему периодом каменного века. Однако этот тип чумы ещё не был приспособлен к жизни в пищеварительной системе блох и не мог обладать высокой вирулентностью, как тип чумы, найденный позднее.
В районе современной Самары, около посёлка Михайловский, в ареале Ямной культуры были проведены раскопки и найдено захоронение двух людей — древность 3 800 лет. Тела положены рядом друг с другом, лицом к лицу. Как показал подробный анализ генетического материала, оба человека умерли от чумной палочки, которая так же имела схожий генетический тип и в период Юстиниановой чумы и обладал способностью жить в блохах и таким образом ускоренно передаваться от человека к человеку, так же подобный тип чумной палочки вызвал знаменитую эпидемию — Чёрная смерть.
Учитывая, что чумная палочка из-под Самары является древнейшим примером подобной мутации у чумы, учёные подтвердили, что массивная миграция населения именно из Ямной культуры, дошла до Европы, породила в итоге Культуру Шнуровой керамики, а в Центральной Азии и на Алтае — Афанасьевскую культуру. Анализы других останков, которые проводились в Европейских раскопках в культурах — Срубная, Синташтинская, Потаповка и Андроново, подтверждают, что чумная палочка имеет связанные генетически линии с той, которую нашли около посёлка Михайловский. Эти культуры представляют собой пример обратной миграции, которую проводили земледельцы этих культур из Европы, вплоть до Центральной Азии.
В результате уточняющих исследований генома палочки были сделаны выводы, что бубонная чума приобрела способность к активной передаче через грызунов ок. 3000 лет назад, таким образом выяснилось, что чума приобрела столь высокую вирулентность уже в тот период, когда ещё не возникало документально зафиксированных пандемий данного вируса.

## Критика, контр-аргументы, слабые места теории
- Недостаточная точность в лингвистических изысканиях, исследованиях, сравнениях. Ряд слов в древних индоевропейских языках, мог относится не к домашним животным, лошадям, растениям, а к диким животным и растениям.[14]
- Конские черепа, найденные и изученные археологами, оказались не времён энеолита, а более поздними по датировке, после 3000 тысячелетия до нашей эры. Значит и колесниц в тот период у Ямной культуры не было, в повозки впрягались только волы.[1]
- Существует ряд неувязок в обрядах Ямной культуры и культуры Шнуровой керамики-Боевых топоров. Хойслер констатировал — в Ямной культуре, в отличие от Шнуровой-Боевых топоров, не было разделения погребального обряда на мужской и женский. Керамика в Ямной культуре отличается — она вся без ручек. В Шнуровой-Боевых топоров — кубки без ручек, но амфоры с ручками и ушками. В археологии принято учитывать подобные расхождения в обязательном порядке, анализ керамики является одним из главнейших маркеров соприкосновения или не соприкосновения культур, их уровня взаимопроникновения. Так же археолог учитывает — на образ жизни Культуры боевых топоров мог повлиять в большей степени климат, а не влияние Ямной культуры. Для гробниц, где одновременно хоронят много человек, нужна оседлость. При кочевом и полукочевом образе жизни, погребение каждого человека могут приходится на новую местность, а значит они будут одиночными. Таким образом, выступает на первый план принцип конвергентной эволюции, когда одинаковые признаки в том или ином событии, не говорят о генетической, этно-социальной и культурной связи или взаимопроникновении, завоевании и так далее. Ямная культура, согласно археологическим датировкам, не является предшественницей культуры Шнуровой керамики-Боевых топоров, она с ними соседствовала между 4 — 3 тысячами лет до нашей эры.[1]
- Сложность точной датировки, разделения общностей, составлявших Ямную культуру. В ней было 9 локальных вариантов. И два крыла — Западное и Восточное. Восточное — (район Самары и Калмыкия) было исследовано генетиками, но активная миграция в Европу шла со стороны именно Западного крыла и составлявшей его Буджакской культуры. При недостатке информации, рано делать точные выводы.[15]
- Праиндоевропейский язык, по данным глоттохронологии, распался на отдельные языки между 7 — 5 тысячелетиями до нашей эры. Разделение Ямной культуры произошло около 2600 года до нашей эры. Разрыв в несколько тысяч лет пока не объяснён.[1]